# Dmitri Bérestov
Dmitri Vladímirovich Bérestov –en ruso, Дмитрий Владимирович Берестов– (Moscú, URSS, 13 de junio de 1980) es un deportista ruso que compitió en halterofilia.
Participó en los Juegos Olímpicos de Atenas 2004, obteniendo una medalla de oro en la categoría de 105 kg. Ganó dos medallas en el Campeonato Europeo de Halterofilia, oro en 2008 y plata en 2004.

## Palmarés internacional
| Juegos Olímpicos   | Juegos Olímpicos            | Juegos Olímpicos | Juegos Olímpicos |
| Año                | Lugar                       | Medalla          | Categoría        |
| ------------------ | --------------------------- | ---------------- | ---------------- |
| 2004               | Atenas (Grecia)             | Medalla de oro   | 105 kg           |
| Campeonato Europeo |                             |                  |                  |
| Año                | Lugar                       | Medalla          | Categoría        |
| 2004               | Kiev (Ucrania)              | Medalla de plata | 105 kg           |
| 2008               | Lignano Sabbiadoro (Italia) | Medalla de oro   | 105 kg           |